# Davyd Arachamija
Davyd Heorhijovyč Arachamija (in ucraino Давид Георгійович Арахамія?; in georgiano დავით გიორგის-ძე არახამია?, Davit Giorgis-dze Arakhamia; Sochi, 23 maggio 1979) è un politico ucraino con cittadinanza georgiana, membro del partito Servitore del Popolo, del quale a partire dal 29 agosto 2019 ne è anche sia deputato che leader parlamentare.
Da parlamentare il 28 gennaio 2022, insieme a Danylo Hetmantsev ha presentato il disegno di legge n. 6562, che ha abolito i dazi doganali sul bitume d'importazione russo per l'utilizzo nell'edilizia stradale.
Durante l'inizio dell'invasione russa dell'Ucraina nel 2022, è stato nominato consigliere personale del presidente Volodymyr Zelens'kyj. In seguito il 28 febbraio è stato scelto dal presidente come membro della delegazione negoziale inviata a Pripyat, al confine tra Ucraina e Bielorussia, per i colloqui di pace tra la Russia e l'Ucraina, diventandone successivamente capo negoziatore.